# Christelle Wohlhauser
Christelle Wohlhauser (* 3. Mai 1991) ist eine ehemalige Schweizer Unihockeyspielerin aus Giffers.

## Karriere
Wohlhauser begann ihre Karriere bei Unihockey Aergera Giffers. In der Saison 2008/09 debütierte sie in der Nationalliga B bei den Damen.
Nach der Saison 2010/11 gaben die Bern Capitals die Verpflichtung der Stürmerin bekannt. Bei den Caps absolvierte sie 22 Partien, in welchen sie ein Tor und zwei Assists erzielte.
Nach nur einer Saison gaben die Caps die Spielerin wieder ab. Daraufhin wechselte Wohlhauser zu ihrem Stammverein Aergera Giffers. Nach der Saison 2013/14, in welcher Aergera Giffers die Qualifikation auf dem ersten Rang abschliessen konnte, stieg sie mit Giffers in die NLA auf. Wohlhauser war dabei Topscorerin des Teams.
Am 28. März 2017 gab Sascha Brendler, Sportchef des UHC Kloten-Dietlikon Jets, die Verpflichtung der Stürmerin bekannt. Am 7. Februar 2018 gab der UHC Kloten-Dietlikon Jets die Vertragsverlängerung mit der Stürmerin bekannt. 2021 beendete Wohlhauser ihre Karriere bei den Kloten-Dietlikon Jets.

## Erfolge
- Schweizer Cup: 2019
- Schweizer Meister: 2019
- Supercup: 2020